# 妻木宣嗣
妻木 宣嗣（つまき のりつぐ、1969年 - ）は、大阪市出身の日本の建築人類学者・建築史家。大阪工業大学ロボティクス＆デザイン工学部空間デザイン学科准教授。工学博士。大阪府摂津市文化財保護審議委員。元大阪府貝塚市文化財審議委員。
専門は、建築人類学・文化人類学、建築史・建築意匠（特に神社/寺院、文化遺産）、建築規制・建築法令、 図書館情報学・人文社会情報など。

## 経歴
1993年大阪工業大学工学部建築学科卒業。1999年同大学大学院工学研究科建築学専攻博士後期課程修了、工学博士。同大学工学部建築学科講師を経て、2017年よりロボティクス＆デザイン工学部空間デザイン学科准教授。
主な所属学会は、日本建築学会、建築史学会、大阪歴史学会など。
主な受賞は、建築史学会学会賞（2016）。

## 主な著書
- 近世の建築法令・社会（単著、清文堂2013、学術書）
- ことば・ロジック・デザイン―デザイナー・クリエイターを目指す方々へ（単著、清文堂2015、学術書）
- 地域のなかの建築と人々（単著、清文堂2019、学術書）
- 生態学的建築史試論（単著、清文堂2019、学術書）
- デザインの諸相 : ポンティ・茶室・建築（単著、清文堂2021、学術書）[5]

## 主な研究
- 大坂町奉行所による建築規制の行政・運用についての研究 〜 河内国古橋組・摂津国福井組文書を中心に
- 萩藩の武家屋敷に対する建築規制について[6]
- 江戸における近世期の寺院境内空間構成についての研究
- 建築と建築を取り巻く地域社会に関する研究 - 京都府京丹後市寺社建築物調査について
- 建築空間と文化人類学的なふるまいに関する研究 〜 寺社境内および周辺における「にぎわい」について
- 文化遺産・文化財の価値/復元/再生などに関する研究  - 立法寺の建築について[7]

建築人類学・建築史の対外啓蒙活動として、関西大学なにわ・大阪文化遺産学研究センターによる「生活文化遺産研究プロジェクト2010」で、 客員研究員として編集/執筆協力や、朝日放送「キャスト」(2019年11月25日)で日本の畳について解説している。
また、高校生向けに大阪府立東高等学校、兵庫県立舞子高等学校(2018)などに出張講義や、社会人向けに守口市民文化財講座2007「歴史の再発見-塗り替えられる歴史、知られざる歴史 - 前近代のにぎわいとデザイン、屋台とにぎわいを手がかりに」で講師を担当。